# Wolha Minina
Wolha Minina (ur. 3 listopada 1985) – białoruska lekkoatletka, specjalistka od długich dystansów.

## Osiągnięcia
- 3 medale młodzieżowych mistrzostw Europy :
  - Erfurt 2005 – złoto na 10 000 metrów
  - Debreczyn 2007 – złoto na 10 000 metrów oraz srebro na 5000 metrów
- brązowy medal Uniwersjady (bieg na 10 000 m, Belgrad 2009)

## Rekordy życiowe
- bieg na 5000 m – 15:58,93 (2004) juniorski rekord Białorusi
- bieg na 10 000 m – 32:58,36 (2008)